# Schae Harrison
Schae Harrison (27 april 1963, Anaheim Hills, Californië) is een Amerikaanse actrice.
Van 1983 tot 1984 was ze een Cheerleader bij de Seattle Seahawks.
Sinds 1989 speelde ze de rol van Darla Einstein in The Bold and the Beautiful. Ze is de assistente van Sally Spectra. Over de jaren heen is haar rol beperkt gebleven, maar in 2003 werd haar rol groter, ze werd zwanger van Thorne en trouwde met hem. In 2006 besliste Harrison om de serie te verlaten, haar personage kwam om bij een auto-ongeluk. Zoals wel meerdere keren het geval is in een soap was dit toch niet het einde voor haar personage. In juli 2007 kwam ze voor in twee episodes als geest.
Ze heeft een relatie met Mick Cain, die vroeger CJ Garrison portretteerde in The Bold. Samen hebben ze een zoon.